# Xã Clinton, Quận DeKalb, Illinois
Xã Clinton (tiếng Anh: Clinton Township) là một xã thuộc quận DeKalb, tiểu bang Illinois, Hoa Kỳ. Năm 2010, dân số của xã này là 1.868 người.